# Abascantus
Abascantus (en grec Αβάσκαντος), né à Lugdunum (Lyon) au IIe siècle, est un médecin gaulois.
Il est cité par Galien, qui vante son antidote contre la morsure des serpents. On pense qu'il avait écrit en grec quelques ouvrages sur son art ; mais ils ne sont point parvenus jusqu'à nos jours.
L'Histoire littéraire de la France lui consacre un chapitre.